# Unterkaka
Unterkaka ist ein Ortsteil der Gemeinde Meineweh im Burgenlandkreis in Sachsen-Anhalt.
Der Ort liegt an der B 180 13 km westlich von Zeitz. Unterkaka war die Bezeichnung für die Gemeinde, die aus den Orten Unterkaka, Oberkaka, Zellschen und Schleinitz bestand. Da die Bundesautobahn 9 in unmittelbarer Nähe verläuft, unterhalten u. a. die Unternehmen Kaufland und Hagebau ein Zentrallager in Unterkaka.

## Geschichte
Der Ort wurde erstmals 976 urkundlich als Villa Chaca erwähnt, die von Kaiser Otto II. dem Bistum Zeitz geschenkt wurde.
Am 1. Juli 1950 wurde die bis dahin eigenständige Gemeinde Schleinitz eingegliedert. Bereits am 1. Juli 1932 wurde die Gemeinde Korseburg nach Schleinitz eingemeindet.
Am 1. Januar 2010 schlossen sich die bis dahin selbstständigen Gemeinden Unterkaka, Meineweh und Pretzsch zur neuen Gemeinde Anhalt Süd zusammen, die später in Meineweh umbenannt wurde.

## Wappen und Flagge
Das Wappen von Unterkaka wurde am 28. Januar 2000 durch das Regierungspräsidium Halle (Saale) genehmigt.
Blasonierung: „In Silber keilförmig nach links drei natürliche rote Rosen an einer geschwungenen, beblätterten grünen Ranke; vorn eine rot bordierte schwarze Flanke.“
Die Flagge der ehemaligen Gemeinde Unterkaka zeigt die Farben Unterkakas: Rot-Weiß.